# هانس إيبرهارد ماير
هانس إيبرهارد ماير (بالألمانية: Hans Eberhard Mayer)‏ هو مؤرخ ألماني، ولد في 2 فبراير 1932 في نورنبرغ في ألمانيا.